# The Meteors
The Meteors ist eine britische Psychobillyband, die in den späten 1970ern startete und den Psychobilly mitbegründete.

## Geschichte
Die Band wurde 1979 zuerst unter dem Namen „The Legendary Raw Deal“ gegründet, nannte sich aber schon bald in „The Meteors“ um. Bandleader ist der Sänger und Gitarrist P. Paul Fenech aus London. Seine Wahlheimat ist Mailand. Die oft mit der Band in Zusammenhang gebräuchliche Abkürzung „OTMAPP“ bedeutet „Only The Meteors Are Pure Psychobilly“.

## Stil
Beeinflusst vom Rock ’n’ Roll und Rockabilly der 1950er Jahre sowie vom Punk begründeten The Meteors die Stilrichtung Psychobilly mit. Ihre Texte bewegen sich dabei hauptsächlich im Horror-B-Movie-Bereich. Politische Texte oder Aussagen werden dagegen strikt abgelehnt.

## Diskografie

### Singles und EPs
- 1981: Meteor Madness (EP)
- 1981: Radioactive Kid / Graveyard Stomp
- 1981: The Crazed / Attack of the Zorch Men
- 1981: Leave Me Alone / Get Me to the World on Time / Cardboard Cutouts (als Clapham South Escalators)
- 1982: Island of Lost Souls (Tall Boys)
- 1982: Mutant Rock / Hills Have Eyes
- 1983: Johnny Remember Me / Wreckin’ Crew / Fear of the Dark
- 1984: I’m Just a Dog / Electro
- 1985: Stampede (EP)
- 1985: Hogs & Cuties / Bad Moon Rising / Rhythm of the Bell
- 1985: Fire, Fire / Little Red Riding Hood
- 1986: Surf City / The Edge / Johnny’s Here
- 1987: Go Buddy Go / Wildkat Ways / You Crack Me Up
- 1987: Don’t Touch the Bang Bang Fruit / Dateless Night / Corpse Grinder
- 1988: Rawhide / Surfin’ on the Planet Zorch
- 1988: Somebody Put Something In My Drink / Fire Fire	/ Bad Moon Rising
- 1989: Please Don’t Touch / Disneyland/ My Kinda Rockin‘
- 1991: Encores (EP)
- 1991: Chainsaw Boogie / Queen of the Slug People / Paint It Black
- 1992: Who Do You Love? / Stomping (With the Wrecking Crew) / Ballad of the Black-Hearted Man
- 1994: Hell Ain’t Hot Enough / Chainsaw Boogie / A Very Handy Man Indeed
- 1997: Slow Down You Grave Robbing Bastard / You Don’t Know Me (Very Well)
- 2005: 25 Years Anniversary: When Darkness Falls / The Crazed
- 2007: Disneyland / Surf City
- 2009: Psychobilly # 1 / Wrecking Crew (Reworked Version)
- 2012: The Psychomania Syndrome (Welcome)
- 2016: Psycho (Wrecked Forever) / Rockin’ at the House of Strange
- 2020: Dreamin’ Up a Nightmare / The Curse I Am

### Alben
- 1981: In Heaven
- 1981: Meteors Meet Screaming Lord Sutch
- 1983: Wreckin’Crew
- 1984: Stampede
- 1985: The Curse of the Mutants
- 1985: Monkey’s Breath
- 1986: Teenagers from Outer Space
- 1986: Sewertime Blues
- 1987: Don’t Touch the Bang Bang Fruit
- 1988: Only the Meteors Are Pure Psychobilly
- 1988: The Mutant Monkey and the Surfers from Zorch
- 1989: Undead, Unfriendly and Unstoppable
- 1991: Bad Moon Rising
- 1991: Madman Roll
- 1992: Demonopoly
- 1993: The Best of the Meteors
- 1994: No Surrender
- 1995: Graveyard Stomp
- 1995: Mental Instrumentals
- 1995: Flick Knifin‘ (als The Legendary Raw Deal)
- 1995: Powertwang (als The Surfin' Dead)
- 1997: Bastard Sons of a Rock’n’Roll Devil
- 1997: Outlaw Man (als The Legendary Raw Deal)
- 1999: The John Peel Sessions 1983–1985
- 1999: The Meteors vs. the World
- 1999: Southern Boys (als The Legendary Raw Deal)
- 2001: Psycho Down!
- 2003: Psychobilly
- 2004: These Evil Things
- 2004: The Lost Album
- 2007: Hymns for the Hellbound
- 2009: Hell Train Rollin’
- 2012: Doing the Lord’s Work
- 2016: The Power of 3
- 2018: Dead-A-Rama (als The Surfin' Dead)
- 2021: Dreamin' Up a Nightmare
- 2021: Skull n Bones
- 2021: The Curse of Blood n Bones
- 2024: 40 Days a Rotting

### Livealben
- 1983: Live
- 1985: Live II (Horrible Music for Horrible People by This Horror-ble Band)
- 1987: Live and Loud
- 1987: Night of the Werewolf
- 1990: Live III (Live Styles of the Sick and Shameless)
- 1991: Encores
- 1992: Live 4 – International Wreckers
- 1995: Live, Leary and Fucking Loud!
- 1996: Welcome to the Wreckin’ Pit
- 1996: International Wreckers 2
- 2000: Psychobilly Revolution
- 2002: The Final Conflict
- 2003: The Meteors From Beyond
- 2004: Hell in the Pacific
- 2017: Fuck the Bootleggers Vol. 1
- 2017: Fuck the Bootleggers Vol. 2
- 2020: Maniac Rockers from Hell